# Maître de Boèce
Le Maître de Boèce est  un enlumineur actif à  Paris entre 1410 et 1440. Il doit son nom de convention à un exemplaire illustré de l'ouvrage Consolation de Philosophie de Boèce. Sa main a été identifiée au sein de plusieurs dizaines de manuscrits. Il a longtemps travaillé avec ou à côté du maître de Giac dans l’illustration des Chroniques de Jean Froissart produites en série au début du XVe siècle sous l'impulsion du libraire Pierre de Liffol.

## Éléments biographiques

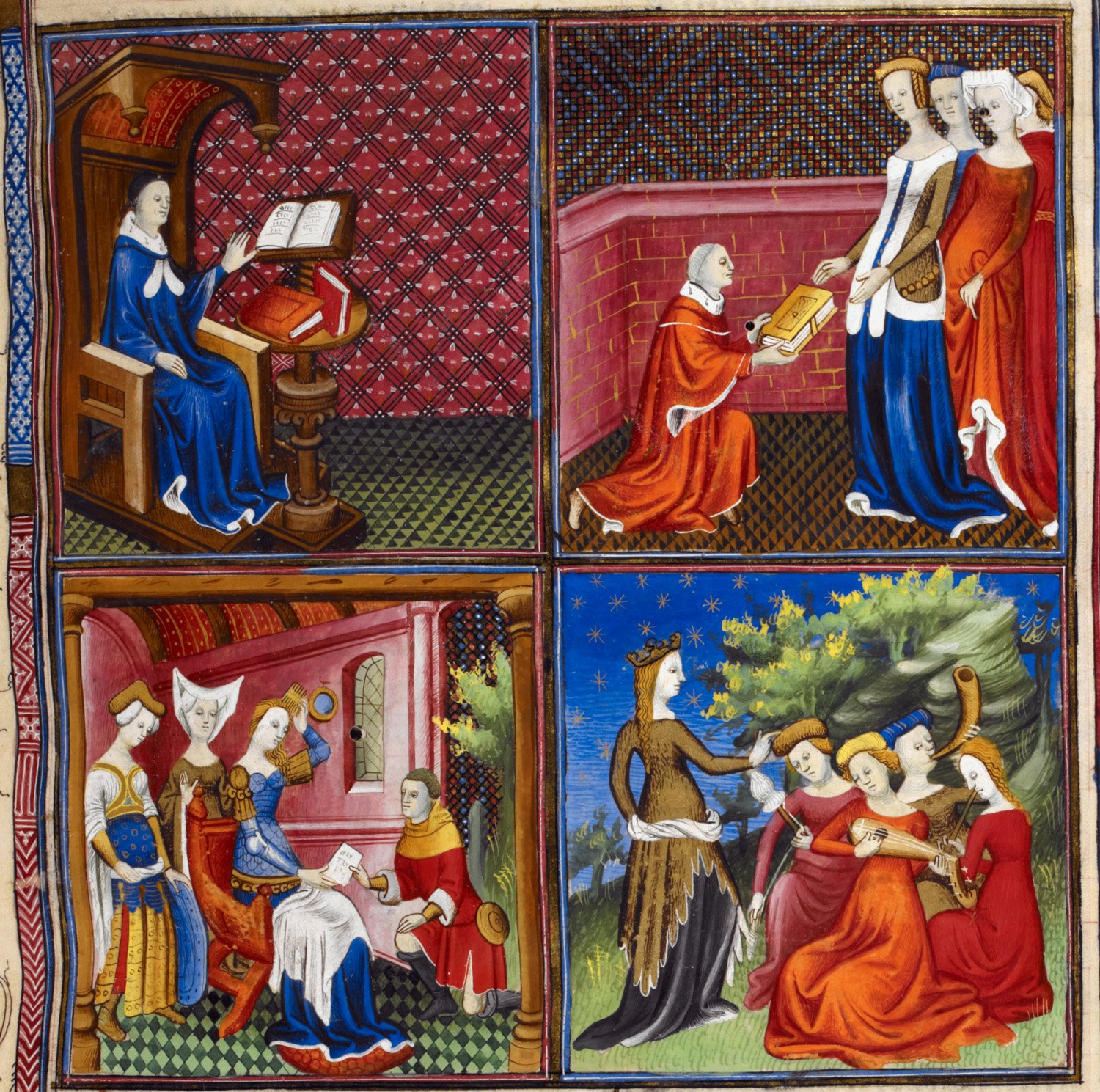
Frontispice, Des cleres et nobles femmes, BL Royal 20 C V.

L'historienne de l'art Inès Villela-Petit note la main du Maître de Boèce au sein d'un ensemble d'exemplaires des Chroniques de Froissart produites en série au début du XVe siècle sous l'impulsion du libraire Pierre de Liffol,. Il doit son nom de convention à un exemplaire des Consolation de Philosophie de Boèce. Dans les années 1415-1420, il collabore notamment avec le Maître de Giac dans l'enluminure de manuscrits des Chroniques de Froissart. Entre 1410 et 1420, il enluminent à eux deux plus d'une douzaine de manuscrits de Froissart. Le Maître de Boèce a été collaborateur occasionnel du Maître de Boucicaut qu'il copie d'ailleurs déjà vers 1415 ; il a été rapproché du Maître de l'Apocalypse de Berry, son contemporain, avec lequel il s'associe parfois, mais beaucoup moins souvent qu'avec le Maitre de Giac.

## Éléments stylistiques

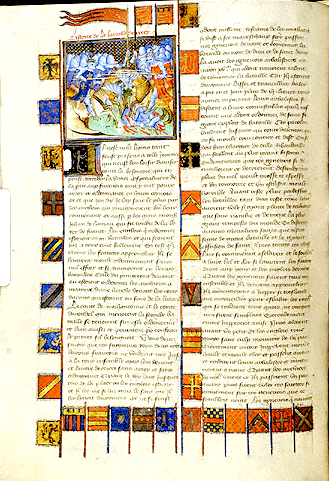
MS M.804 fol. 101v : Héraldique des forces en présence. Bataille de Crécy (Chroniques).

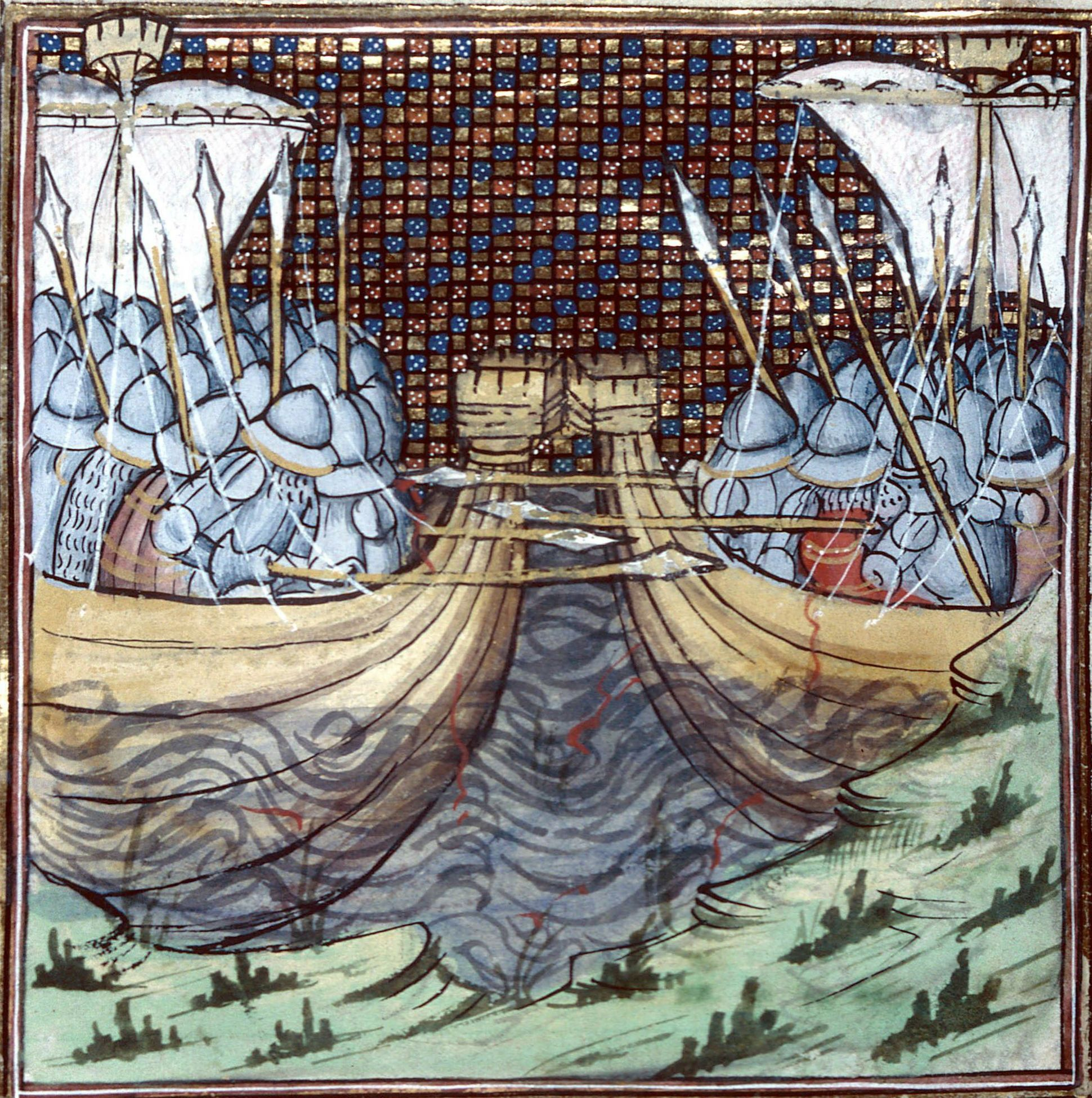
Bataille de l'Écluse (Chroniques)

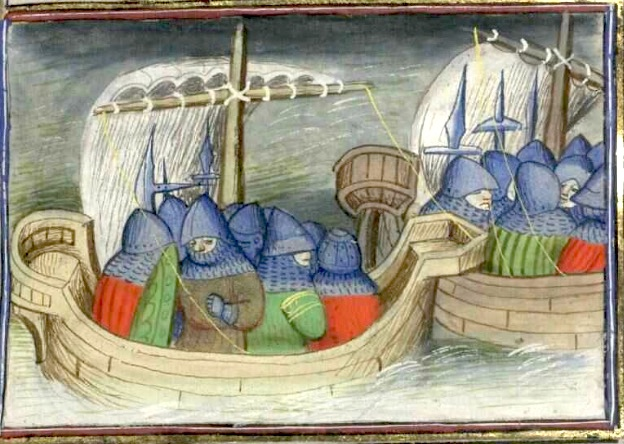
Arrivée à Gravelines (Chroniques)

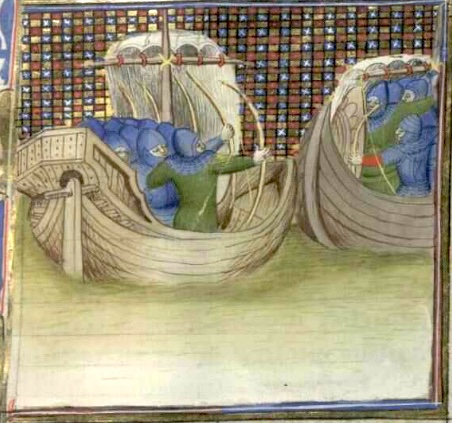
Bataille navale devant la Rochelle (Chroniques)

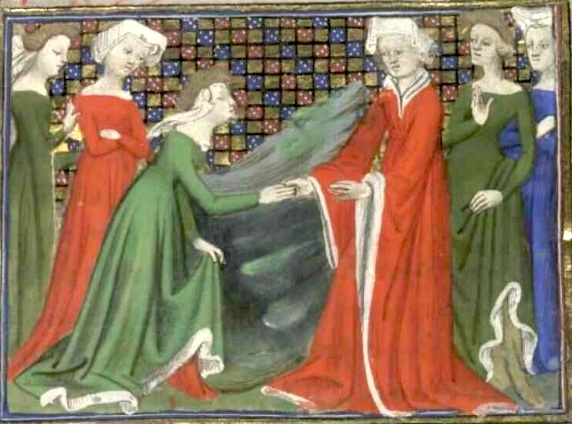
La duchesse de Brabant accueille Isabeau de Bavière (Chroniques)

Le Maître de Boèce semble s'être spécialisé dans l'enluminure de textes d'histoire, comme Vie de saint Louis destinée au dauphin Louis de Guyenne, les Grandes Chroniques de France, ou encore l'Arbre des batailles d'Honorat Bovet. Le manuscrit de Besançon de Chroniques de Froissart (Ms. 865) illustre la façon du Maître de Boèce de décrire des scènes de guerre : des rangées de casques échelonnées accentuent l'effet de masse de troupes peu différenciées. Les armures sont invariablement bleues. Le Maître affectionne particulièrement les grands boucliers ou pavois. Les scènes de marine montrent des qualités suggestives où le ciel et la mer se confondent par gros temps, ou au contraire l'aspect laiteux d'une mer étale. Dans les scènes de grandes batailles navales, on voit invariablement deux navires seulement, l'un pour chaque camp.
Le Maître de Boèce accorde généralement peu de place à l'héraldique, à l'exception du Froissart de Pierre de Fontenay où figurent de nombreuses bannières, mais surtout les bannières pentes dans les marges de certains folios, qui reprennent et complètent le texte en permettant l'identification immédiate des principaux protagonistes du récit.

## Principales illustrations attribuées
- Vie de saint Louis destinée au dauphin Louis de Guyenne, une de ses premières productions, vers 1408-1410[5]
- Chroniques de Jean Froissart, manuscrit destiné à Tanneguy III du Chastel, vers 1412-1415, premier volume, BNF, Fr.2663-2664[6], à l'exception du frontispice qui est du Maître du Hannibal de Harvard.
- Chroniques de Jean Froissart, manuscrit destiné à Pierre de Fontenay, seigneur de Rance, vers 1412-1415, Morgan Library and Museum, M.804[7]
- Chroniques de Jean Froissart, en collaboration avec le Maître de Giac (2d volume), vers 1412-1415, Bibliothèque municipale de Besançon, Ms.864-865[3]
- Chroniques de Jean Froissart, manuscrit à British Library, BL Arundel MS 67 (Livre I, seules deux miniatures subsistent)
- Faits et dits mémorables des Romains de Valère Maxime, en collaboration avec le Maître de Giac, vers 1412-1420, Bibliothèque bodléienne, Oxford, Douce 202-203
- Faits et dits mémorables des Romains, en collaboration avec le Maître de Giac et le Maître de Bedford, vers 1412-1420, BNF, Fr.20320[8]
- Des cas des nobles hommes et femmes de Boccace, destiné à Jean Ier de Berry, vers 1415-1416, BNF, Fr.226
- Bible historiale de Guyart des Moulins, en collaboration avec le Maître de l'Apocalypse de Berry et le Maître de Giac, vers 1420, BNF, Fr.3-4
- Une autre Bible historiale, BNF, Fr. 15393-15394
- Livre des propriétés des choses de Barthélemy l'Anglais, en collaboration avec le Maître de Giac, vers 1420, BNF, Fr.22531
- Des cas des nobles hommes et femmes, manuscrit destiné à Béraud III d'Auvergne, vers 1420, BNF, Fr.16995
- Des cleres et nobles femmes, BL Royal 20 C V[9], aux armes des Beaufort
- Traité des vices et des vertus de Jacques Legrand, destiné à l'abbaye Saint-Victor de Paris, en collaboration avec le Maître de Giac, vers 1420, BNF, Fr.14245
- Consolation de Philosophie de Boèce, achevée en 1414, BNF Fr. 12459[10] ; c'est ce manuscrit qui a donné le nom de convention au maître.
- Manuel d'histoire de Philippe de Valois, 1416, frontispice seulement, BNF Fr. 14285[11]
- Un exemplaire des Grandes Chroniques de France[12]
- L'Arbre des batailles d'Honorat Bovet[12].
- Composition et traduction de psaumes par Jean de Blois, pour Girard Morel, vicaire de Monampteuil, diocèse de Laon BNF fr. 964